# جورج ووكر (لاعب كرة قدم أسترالية)
جورج ووكر (بالإنجليزية: George Walker)‏ هو لاعب كرة قدم أسترالية أسترالي، ولد في 14 مايو 1894، وتوفي في 11 مايو 1973.

## وصلات خارجية
- جورج ووكر على موقع AustralianFootball.com (الإنجليزية)
- جورج ووكر على موقع AFLtables.com (الإنجليزية)